# Lucky Thirteen
Lucky Thirteen, sottotitolo Excursions Into Alien Territory, è un album compilation del cantautore canadese Neil Young, pubblicato nel 1993 dalla Geffen Records.
Il disco contiene tredici tracce del periodo 1982-1988, lasso di tempo nel quale Young era sotto contratto con l'etichetta discografica di David Geffen, includendo anche cinque brani precedentemente inediti.

## Il disco
Si tratta del primo album di Neil Young (da solista o altro) a non essere stato distribuito dalla Warner Music Group. Due anni dopo l'abbandono della Geffen da parte di Young, la casa discografica, le cui uscite venivano originariamente distribuite dalla Warner Bros. Records, fu venduta alla MCA Music Entertainment. Le incisioni di Young del periodo Geffen, ora sono di proprietà della Universal Music Group. I brani riuniti nella raccolta provengono dal controverso periodo "sperimentale" degli anni ottanta di Young, quando, sotto la Geffen Records, si alienò la maggior parte dei suoi vecchi e nuovi fan. Per questo motivo, la compilation non viene generalmente ritenuta rappresentativa dell'artista.

## Tracce
1. Sample and Hold (versione precedentemente inedita) – 8:04
2. Transformer Man (Trans) – 3:19
3. Depression Blues (precedentemente inedita, dall'originale Old Ways) – 4:07
4. Get Gone (precedentemente inedita, live con gli Shocking Pinks) – 5:06
5. Don't Take Your Love Away From Me (precedentemente inedita, live con gli Shocking Pinks) – 6:16
6. Once an Angel (Old Ways) – 3:54
7. Where is the Highway Tonight? (Old Ways) – 3:04
8. Hippie Dream (Landing on Water) – 4:26
9. Pressure (Landing on Water) – 2:46
10. Around the World (Life) – 5:28
11. Mideast Vacation (Life) – 4:22
12. Ain't It the Truth (precedentemente inedita, live con i Bluenotes) – 7:38
13. This Note's for You (precedentemente inedita, live con i Bluenotes) – 5:34

## Formazione
- Neil Young: chitarra, basso, sintetizzatore, vocoder, piano elettrico, armonica a bocca, voce
- Ralph Molina: batteria, voce
- Frank Sampedro: chitarra, tastiere
- Karl Himmel: batteria
- Tim Drummond: basso
- Ben Keith: pedal steel guitar, chitarra slide, chitarra, sax contralto, voce
- Rufus Thibodeaux: violino
- Spooner Oldham: organo
- Anthony Crawford: maracas, voce
- Rick Palombi: tamburello, voce
- Craig Hayes: sax baritono
- Waylon Jennings: chitarra, voce
- Gordon Terry: violino
- Joe Allen: basso
- Hargus "Pig" Robbins: pianoforte
- Ralph Mooney: pedal steel guitar
- David Kirby: chitarra
- Danny Kortchmar: chitarra, sintetizzatore, voce
- Steve Jordan: batteria, sintetizzatore, voce
- Billy Talbot: basso
- Chad Cromwell: batteria
- Rick (The Bass Player) Rosas: basso
- Steve Lawrence: sax tenore
- Larry Cragg: sax baritono
- Claude Cailliet: trombone
- John Fumo: tromba
- Tom Bray: tromba